# Catherine Cabrol
Pour les articles homonymes, voir Cabrol.
 (août 2020).
Catherine Cabrol est une photographe et réalisatrice française née le 22 avril 1957, à Caudéran, en France. Son œuvre comprend des séries de portraits de sportifs professionnels, de cinéastes, d'architectes et de jeunes musiciens.
Après la mort, en 2003, de son amie actrice Marie Trintignant, victime de son compagnon, elle réoriente son travail artistique et s'engage contre toutes les formes de violences faites aux femmes. Quelques années plus tard, elle met son art au service d'enfants non-voyants maliens, en récoltant des fonds pour la création d'un centre de cécifoot, à Bamako.

## Biographie
Catherine Cabrol naît en 1957. Elle grandit dans une famille composée d'un père architecte et d'une mère au foyer.

### Débuts professionnels
Au début des années 1980, elle suit, durant une année, le joueur français de tennis Yannick Noah, jusqu'à sa victoire, en 1983, au tournoi de Roland Garros, à Paris.
Par la suite, elle devient indépendante et parcourt la planète pour faire des portraits de personnalités. Elle réalise une serie de photos, Les Architectes, figurant des architectes de renommée mondiale. Son œuvre : Les Nouveaux Mozart, présente la jeune génération de musiciens classiques à travers le monde. Elle photographie aussi des reines de beauté internationales (Les Miss), la communauté tibétaine en exil et des enfants (L'es Enfants du Destin). Sa série de photos Les Hommes d'Influence rassemble plusieurs portraits de présidents d'institutions internationales, telles que le ONU, FMI.
Sur une dizaine d'années, elle photographie plus d'une cinquantaine de réalisateurs et réalisatrices célèbres. Ses photos donnent lieu à une exposition lors du Festival de Cannes, en 1994, avant de circuler dans le monde entier. En 2002, l'ouvrage Entre Metteurs en Scène, rassemble cinquante-six portraits de cinéastes, dont Pedro Almodóvar, Oliver Stone, Nicole Garcia, Louis Malle et Martin Scorsese,.
En 1995, elle saisie sur pellicule noir et blanc des hommes de l'équipe de France de rugby à XV. Trois ans plus tard, elle photographie des joueurs de l'équipe de France de football, lors de la Coupe du monde de football. Elle tourne ensuite son appareil vers Jackson Richardson et Nikola Karabatic, membre de l'équipe de France masculine de handball. En 2007, c'est au tour des joueuses de l'équipe de France féminine de handball de passer sous l'objectif de la photographe, à l'occasion du mondial 2007. L'année suivante, Catherine Cabrol accompagne des athlètes français, au cours de leur période de préparation en vue des Jeux olympiques d'été de 2008. Ce travail est ensuite publié sous le titre Des années pour des secondes.

### Collaboration avec des agences
Avant de devenir une photographe professionnelle indépendante, Catherine Cabrol a travaillé pour plusieurs agences, telles que l'agence photographique Vandystadt, au début des années 1980, les agences de presse KIPA, entre 1985 et 1989, et GLMR, entre 1989 et 1995.

### Engagements

#### Contre les violences faites aux femmes
Le destin tragique de Marie Trintignant, frappée à mort, l'année 2003, en marge du tournage du film Colette, une femme libre, presse Catherine Cabrol, alors photographe sur le tournage et amie de la victime, à s'engager dans un travail artistique contre toutes les formes de violences faites aux femmes,. Cette nouvelle étape commence en 2004 avec Blessures de Femmes, portraits en noir et blanc de femmes qui ont subi des violences ainsi que de leurs témoignages écrits. Dans l'œuvre de la photographe, ce travail constitue une nouvelle étape artistique, où la parole et le texte se lient à l'image. Il est prolongé, huit années plus tard, à l'occasion de la journée internationale pour l'élimination de la violence à l'égard des femmes, par Paroles d'Hommes pour Blessures de Femmes, une lecture publique des témoignages de l'exposition Blessures de Femmes, par dix hommes sociétaires de la Comédie-Française, au théâtre éphémère de la Comédie-Française,.
En 2009, elle crée l'association Libre Vue, afin d'institutionnaliser son combat contre les injustices et les violences faites aux femmes. Parallèlement, elle s'implique dans le sport féminin, créant Athletic Mode, à l'occasion des Jeux Olympiques et des Jeux Paralympiques d'Athènes, en 2004, en partenariat avec Florence Sadaune, créatrice de costumes de cinéma, habillant chacune des athlètes olympiques avec une tenue en lien avec sa discipline.

#### Pour les enfants non-voyants
C'est en découvrant le Mali, où, en 2007, elle adopte une petite fille, et face aux jeunes non-voyants d'une école de l'Union malienne des aveugles, à Bamako, qu'elle crée le programme Solidarité Aveugle de l'association Libre Vue qui allie la photographie, les enfants non-voyants et le cécifoot, comme vecteur d'épanouissement. Les meilleurs joueurs forment l'équipe nationale de cécifoot médaillés d'argent à la Coupe d'Afrique des nations de football, en 2017 et 2019.

#### Sport dans la Ville
Catherine Cabrol est engagée au sein de l'association Sport dans la Ville. Depuis sa création en 1998, cette association utilise le sport comme vecteur de cohésion sociale et d'insertion professionnelle.

## Œuvres photographiques

### Blessures de femmes
Blessures de Femmes est une exposition itinérante — une centaine d'étapes dans toute la France —, rassemblant soixante-dix portraits et témoignages de femmes victimes de maltraitances.

#### Lectures
Paroles d'Hommes pour Blessures de Femmes est la lecture, en 2012, des témoignages de l'exposition par dix sociétaires de la Comédie-Française,.

#### Livre
Les portraits et témoignages sont réunis en un ouvrage : Blessures de femmes.

### Des Années pour des Secondes
Reportage vidéo sur l'entraînement d'athlètes de haut niveau, en vue des Jeux Olympiques de Londres en 2012, en collaboration avec Adidas, l'INSEP et le ministère des Sports.

#### Livre
Des Années pour des Secondes.

### Survies
Survies est une série de portraits et de témoignages de personnes ayant subi un accident de la route. Elle traite du thème des accidents de la route, en ne montrant ni images « choc » de blessés ni tôles froissées. Elle a fait l'objet de plusieurs expositions, en France (Beauvais, Cahors, Rennes, la Défense et, en 2019, diverses villes de La Réunion).

### Solidarité aveugle
Solidarité aveugle est une action d'art photographique solidaire, pour financer l'épanouissement sportif et le développement personnel de jeunes déficients visuels à l'Institut des Jeunes Aveugles de Bamako. L'exposition impulsée par Libre Vue, visait à changer le regard sur le handicap, forcer le respect et récolter des fonds.

### Athletic Mode
Athletic Mode est la réalisation d'une série de portraits sur le thème de la mode et du sport à l'occasion des Jeux Olympiques d'Athènes de 2004.

### Entre metteurs en scène
Entre metteurs en scène réunit des portraits de plus de cinquante metteurs en scène. Cette série de portraits a été  notamment exposée lors du Festival de Cannes et du Festival du Cinéma européen, à Osaka, au Japon.

## Filmographie
En 2003, en collaboration avec l'association Mécénat chirurgie cardiaque, la photographe réalise le documentaire Atout cœur.
En 2007, Catherine Cabrol participe à l'écriture et la réalisation du documentaire Elle s'appelle Sabine, création de Sandrine Bonnaire, une actrice française dont la photographe a réalisé le portrait en quelques occasions. L'œuvre cinématographique vaut à Sandrine Bonnaire le prix FIPRESCI du Festival de Cannes et le prix spécial du jury au Festival international du film francophone de Namur.

## Distinctions
- Chevalier de la légion d'honneur, en 2018[19],[20].